# 井在
井在（？—？），字存士，號鐵潭，京師順天府文安縣（今屬河北省）人。清朝政治人物、詩人。

## 生平
順治十六年（1659年）己亥科第二甲第三十三名進士。初任山西平陽府推官，精明敏銳、獨當責任，決獄斷案許多平反；案情可疑而難以追究訊問者，就放寬庭期，務求查獲真兇，不急於將嫌犯刑求成招以定罪。曾說：急躁則縫隙填補越緊密，緩和則可期待洩漏。
康熙七年(1668年)，擔任廣東廣州府永安縣知縣（現紫金縣知縣）。后由劉敬宗接任，當時李唐宗與劉盡忠謀逆，井在察覺，率鄉勇直擊巢穴，斬之，南嶺平定。再遷山西興縣知縣，因事罷官。歸鄉後，盡日以詩文自娛。

## 著作
- 《天文纂要》八卷
- 《鐵潭詩集》六卷
- 《鐵潭文集》二卷
- 《合河署詩集》一卷
- 《講約六諭解》一卷
- 《簏潭集》四卷